# Colostygia contrasta
Colostygia contrasta är en fjärilsart som beskrevs av Barend J. Lempke 1950. Colostygia contrasta ingår i släktet Colostygia och familjen mätare. Inga underarter finns listade i Catalogue of Life.